# Elezioni presidenziali in Azerbaigian del 2018
Le elezioni presidenziali in Azerbaigian del 2018 si tennero il 17 aprile.
Inizialmente previste per il 17 ottobre, si svolsero con sei mesi di anticipo per volontà del presidente uscente İlham Əliyev che, per effetto di una controversa riforma costituzionale approvata con un referendum nel 2016, aveva ottenuto la prerogativa di convocare elezioni anticipate; tale riforma aveva anche esteso il mandato presidenziale da cinque a sette anni. Per giustificare la convocazione improvvisa delle elezioni anticipate le autorità addussero motivazioni poco credibili: fu così ritenuto che la scelta di elezioni anticipate fosse stata volta ad impedire all'opposizione di organizzarsi per la campagna elettorale , per questo motivo e per la convinzione che il voto sarebbe stato manipolato molti partiti di opposizione hanno deciso di boicottare le elezioni.   
Secondo il Consiglio Nazionale delle Forze Democratiche, uno dei partiti di opposizione che boicottarono le elezioni, l'affluenza alle urne si sarebbe fermata al 15%, mentre secondo i dati ufficiali diffusi dal governo sarebbe stata del 74%.
Il presidente uscente Əliyev fu rieletto con l'86% dei voti.

## Risultati
| İlham Əliyev        | Partito del Nuovo Azerbaigian                      | 3 394 898 | 86,02 |  |  |  |  |  |
| Zahid Oruc          | indipendente                                       | 122 956   | 3,12  |  |  |  |  |  |
| Sərdar Məmmədov     | Partito Democratico dell'Azerbaigian               | 119 621   | 3,03  |  |  |  |  |  |
| Qüdrət Həsənquliyev | Partito del Fronte Popolare di Tutto l'Azerbaigian | 119 311   | 3,02  |  |  |  |  |  |
| Hafiz Hacıyev       | Partito dell'Uguaglianza Moderno                   | 59 924    | 1,52  |  |  |  |  |  |
| Araz Əlizadə        | Partito Socialdemocratico dell'Azerbaigian         | 54 533    | 1,38  |  |  |  |  |  |
| Farac Quliyev       | Partito del Movimento di Rinascita Nazionale       | 45 967    | 1,16  |  |  |  |  |  |
| Totale              | Totale                                             | 3 946 439 | 100   |  |  |  |  |  |
|                     |                                                    |           |       |  |  |  |  |  |
| Voti non validi     | Voti non validi                                    | 12 413    | 0,31  |  |  |  |  |  |
| Votanti             | Votanti                                            | 3 958 852 |       |  |  |  |  |  |